# Villa Göbel
Die Villa Göbel steht in der Dr.-Külz-Straße 2 im Stadtteil Niederlößnitz der sächsischen Stadt Radebeul. Das Gebäude wurde von dem für das Bauunternehmen Adolf Neumann arbeitenden Architekten Felix Sommer entworfen. Neumann reichte im Februar 1902 für seinen Auftraggeber Friedrich Göbel den Bauantrag ein, der im Mai des Jahres genehmigt wurde. Die Baurevision des mit der Datierung 1903 bezeichneten Gebäudes erfolgte im September 1904.

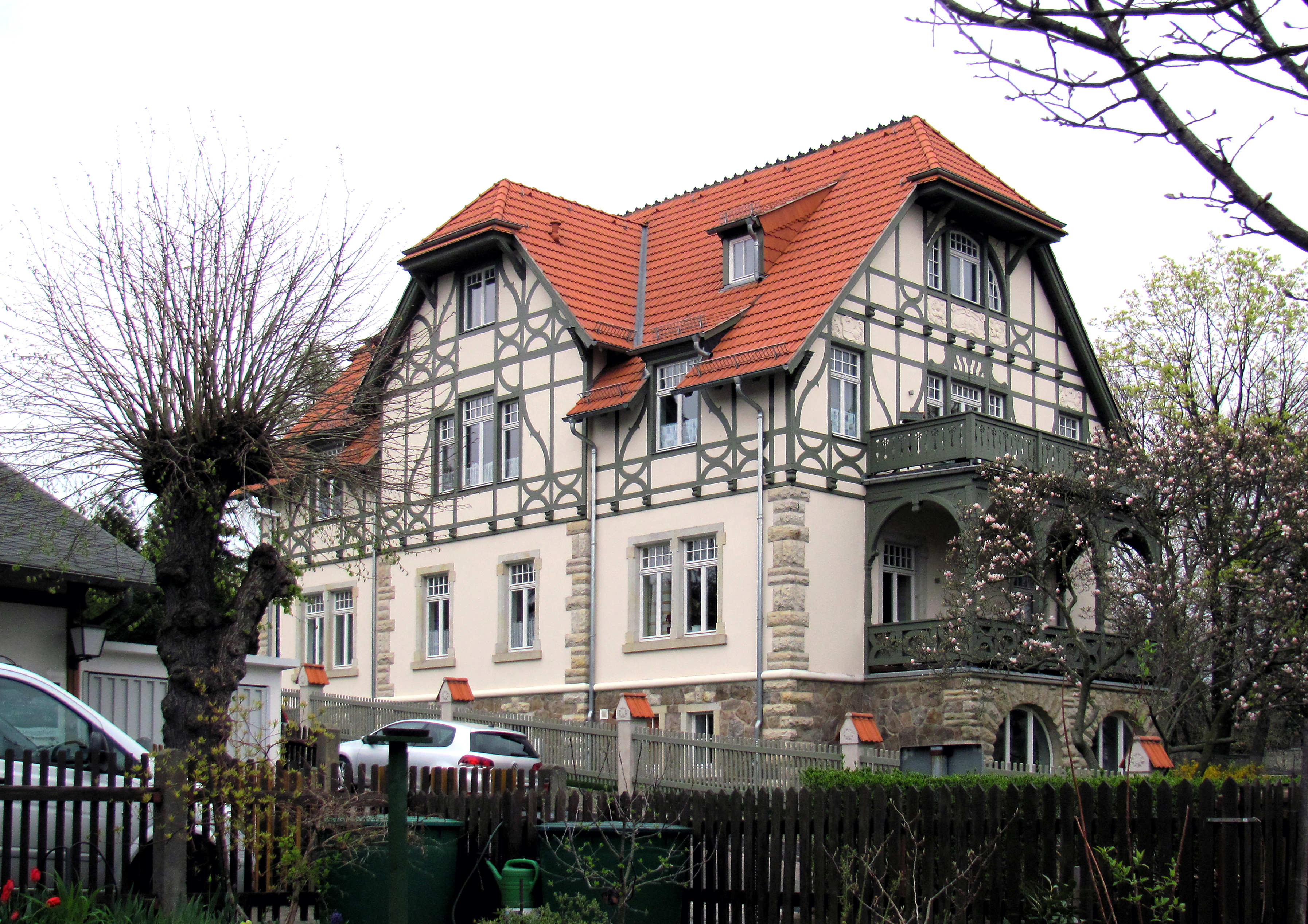
Villa Göbel

## Beschreibung

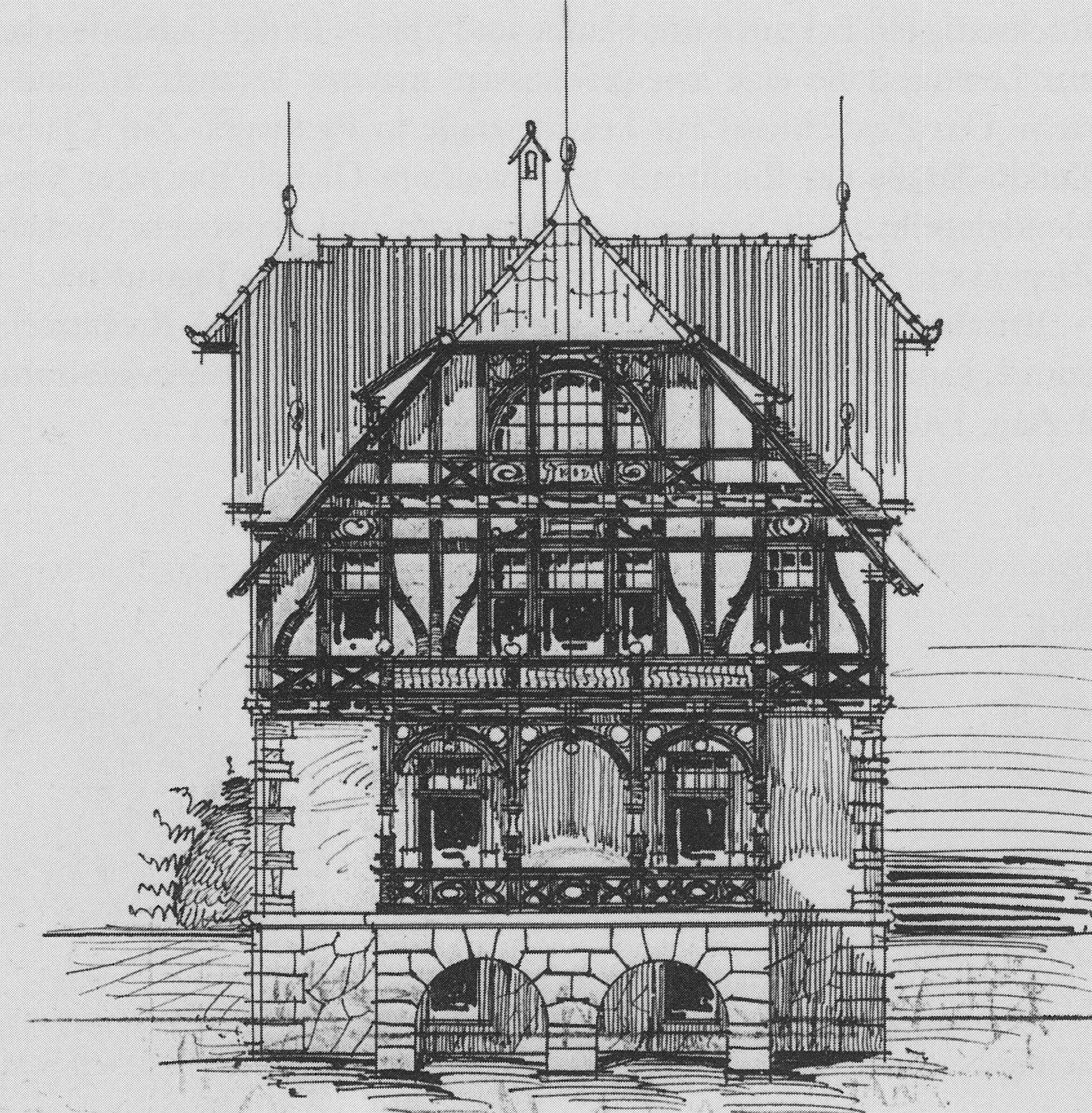
Bauzeichnung (Schmalseite) von Felix Sommer, um 1902

Die zweigeschossige, mitsamt Einfriedung denkmalgeschützte Mietvilla steht auf einem Eckgrundstück auf der nördlichen Seite der Meißner Straße, mit der Schmalseite zum dortigen Garten ausgerichtet. Der Putzbau ruht auf einem Bruchsteinsockel, dessen Kanten durch Sandsteine eingefasst werden. Das Obergeschoss ist mit Zierfachwerk geschmückt, das teilweise nachträglich übergeputzt ist. Oben auf dem Gebäude sitzt ein hohes Krüppelwalmdach.
In der längeren Straßenansicht zur Dr.-Külz-Straße sowie auf der Gebäuderückseite befindet sich jeweils ein Mittelrisalit mit einem weit vorkragenden Krüppelwalmdach. Der Eingangsvorbau in der nördlichen, also linken Nebenansicht, ist ein Bruchsteinaltan. Nach Süden zur Meißner Straße hin steht eine Veranda.